# The Scarecrow World Tour

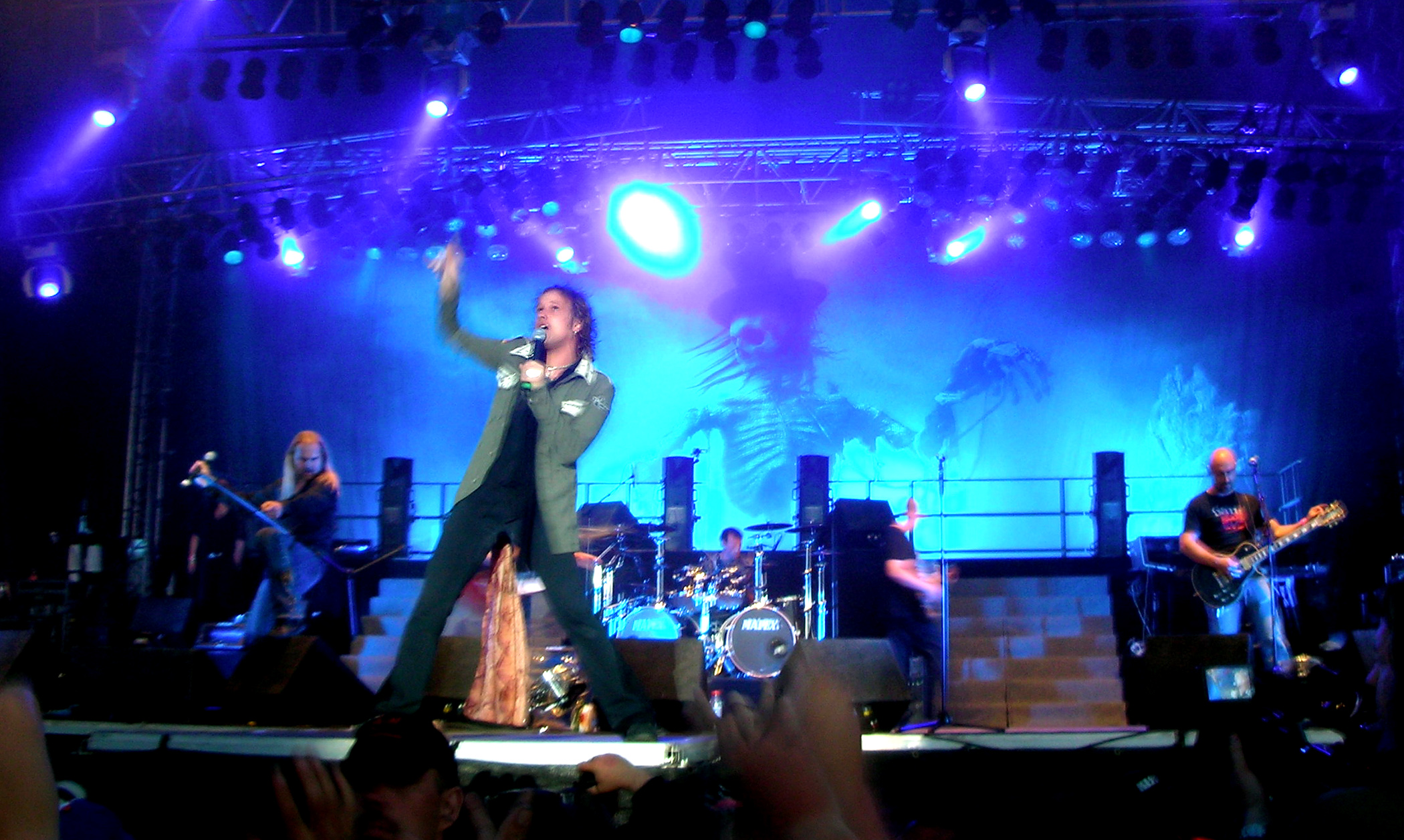
Avantasia beim Sweden Rock Festival 2008

The Scarecrow World Tour war die erste Welttournee der Metal-Oper Avantasia von Tobias Sammet. Sie startete am 5. Juni 2008 in der Schweiz und endete am 13. August 2008 in Ungarn.

## Vorgeschichte
Ursprünglich wollte Tobias Sammet sein Projekt Avantasia nie auf die Bühne bringen. Sie bekamen zwar einige Angebote, jedoch lehnte dieser die Angebote stets ab. Als jedoch 2007 das Wacken Open Air anfragte, ob er 2008 das Festival headlinen werde, beschlossen er und der neue Produzent Sascha Paeth, zu einer Welttournee aufzubrechen.
Die Tour startete dann am 5. Juni 2008 in Huttwil beim Rocksound Festival. Sie brachte die Band zu 13 Konzerten in 13 verschiedenen Ländern, verteilt auf mehreren Kontinenten.
Im Frühjahr 2011 erschien das DVD/CD-Set The Flying Opera, das ein gesamtes Avantasia-Konzert, gemischt aus den beiden Konzerten vom Festival Masters of Rock in Tschechien und dem Auftritt beim Wacken Open Air in Deutschland, enthält. Zudem liegt eine Dokumentation über die Reise, kommentiert von Tobias Sammet und alte und neue Musikvideos bei.
Zum Ende der Dokumentation sagt Sammet, das eine solche Tour wohl nicht mehr möglich sei, obwohl es zum Zeitpunkt der Veröffentlichung bereits eine neue Tour gegeben hatte. Dies deutet darauf hin, dass das Interview schon zu Zeiten der Tour aufgenommen wurde.

## Musiker etc.
Es waren an der Tour unter anderem 13 Musiker und 8 Roadies beschäftigt.
Musiker waren:
- Tobias Sammet = Gesang
- Sascha Paeth = Gitarre
- Oliver Hartmann = Gitarre, Lead-Gesang, Background-Gesang
- Robert Hunecke-Rizzo = Bass, Background-Gesang
- Miro Rodenberg = Keyboards, Background-Gesang
- Felix Bohnke = Schlagzeug
- Amanda Somerville = Background-Gesang, Lead-Gesang
- Cloudy Yang = Background-Gesang

Gastmusiker waren:
- Jørn Lande – Gesang
- Bob Catley – Gesang
- Kai Hansen – Gesang
- Andre Matos – Gesang
- Henjo Richter – Gitarre
- Uli Jon Roth – Gitarre (nur beim Wacken Open Air)

Sonst waren dabei:
- AC Dreffein – Tourmanager
- Frank „FD“ Dehn – Produktionsmanager
- Andreas „Stoney“ Stein – Bühnenmanager
- Ernst Seider – Soundengineer in Europa
- Joachim „Piesel“ Küstner – Gitarrentechniker & Soundengineer
- Manuel Antunes – Lichttechniker
- Sascha Gerbig – Gitarrentechniker
- Michael „Hille“ Hillenbrand – Schlagzeugtechniker

## Tourdaten
| Nr. | Datum      | Land        | Stadt             | Ort                          |
| 1   | 5. Juni    | Schweiz     | Huttwil           | Rocksound Festival           |
| 2   | 7. Juni    | Schweden    | Sölvesborg        | Sweden Rock Festival         |
| 3   | 10. Juni   | Russland    | Moskau            | DK Gorbunova                 |
| 4   | 13. Juni   | Japan       | Tokio             | Shinagawa Prince Stella Ball |
| 5   | 15. Juni   | Mexiko      | Mexiko-Stadt      | Circo Volador                |
| 6   | 18. Juni   | Argentinien | Buenos Aires      | Obras                        |
| 7   | 20. Juni   | Chile       | Santiago De Chile | Caupolican                   |
| 8   | 22. Juni   | Brasilien   | Sao Paulo         | Credicard Hall               |
| 9   | 10. Juli   | Tschechien  | Vizovice          | Masters Of Rock Festival     |
| 10  | 24. Juli   | Rumänien    | Tirgu Mures       | Festivalul Peninsula         |
| 11  | 26. Juli   | Italien     | Mailand           | Rockin Field Festival        |
| 12  | 1. August  | Deutschland | Wacken            | Wacken Open Air              |
| 13  | 13. August | Ungarn      | Budapest          | Sziget Festival              |

## Setlists
Setlist:
1. Twisted Mind
2. The Scarecrow
3. Another Angel Down
4. Prelude / Reach Out for the Light
5. Inside
6. No Return
7. The Story Ain’t Over
8. Shelter from the Rain
9. Lost in Space
10. I Don’t Believe in Your Love
11. Avantasia
12. Serpents in Paradise
13. Promised Land
14. The Toy Master
15. Farewell
16. Sign of the Cross / Seven Angels

Diese Liste enthält alle Songs, die Live gespielt wurden. Manchmal mussten Songs („Inside“, „No Return“, „Lost In Space“ oder „I Don’t Believe In Your Love“) aus der Setlist fliegen, da die Band kürzere Spielzeiten hatte.